# Milan Školník
Milan Školník (* 5. března 1993) je český politolog a vysokoškolský učitel.
V letech 2017 až 2022 absolvoval doktorské studium politologie na Filozofické fakultě Univerzity Hradec Králové. Během studia absolvoval v létě 2017 dvouměsíční stáž v agentuře CzechTourism, od února do června 2019 strávil jeden semestr na Universidad del Desarrollo v Santiagu de Chile. Od ledna do března 2020 dále absolvoval pobyt na Universidad Autónoma del Estado de Hidalgo v Hidalgu v Mexiku.
V roce 2021 mu byla udělena cena primátora Hradce Králové za studentskou tvůrčí práci v roce 2020; školníkovi byla konkrétně udělena za vynikající vědecké výsledky v oblasti problematiky korupce, české územní samosprávy a sociálních médií. Po konci doktorského studia v srpnu 2022 začal v říjnu téhož roku vyučovat na Katedře humanitních studií Provozně ekonomické fakulty České zemědělské univerzity v Praze.
Ve své odborné činnosti se zaměřuje na problematiku komunální politiky, korupce a sociálních sítí v kontextu politiky. V souvislosti se svým odborným zaměřením se opakovaně vyjadřoval v celé řadě různých médií, a to zejména v návaznosti na aktuální politické dění.
Hovoří plynně anglicky a španělsky.